# Edward Welby Pugin
Edward Welby Pugin (ur. 11 marca 1834 w Ramsgate, zm. 5 czerwca 1875 w Londynie) – angielski architekt.

## Życiorys
Najstarszy syn Augustusa Pugina. Zaprojektował i zbudował ponad sto kościołów, głównie w Wielkiej Brytanii i Irlandii. Współpracował z braćmi, rodzonym Peterem Paulem Puginem i przyrodnim Cuthbertem Puginem, jak również ze szwagrem, George’em Coppingerem Ashlinem.